# Волнат-Крік (Північна Кароліна)
Волнат-Крік (англ. Walnut Creek) — селище (англ. village) в США, в окрузі Вейн штату Північна Кароліна. Населення — 1084 особи (2020).

## Географія
Волнат-Крік розташований за координатами 35°18′31″ пн. ш. 77°52′3″ зх. д. / 35.30861° пн. ш. 77.86750° зх. д. (35.308519, -77.867540).  За даними Бюро перепису населення США в 2010 році селище мало площу 4,87 км², з яких 4,07 км² — суходіл та 0,80 км² — водойми. В 2017 році площа становила 6,30 км², з яких 5,51 км² — суходіл та 0,80 км² — водойми.

## Демографія
Згідно з переписом 2010 року, у селищі мешкало 835 осіб у 342 домогосподарствах у складі 287 родин. Густота населення становила 171 особа/км².  Було 363 помешкання (75/км²).
Расовий склад населення:
| - 91,7 % — білих - 4,1 % — чорних або афроамериканців - 1,9 % — азіатів - 0,1 % — корінних американців - 1,4 % — осіб інших рас |

До двох чи більше рас належало 0,7 %. Частка іспаномовних становила 1,7 % від усіх жителів.
За віковим діапазоном населення розподілялося таким чином: 19,2 % — особи молодші 18 років, 58,8 % — особи у віці 18—64 років, 22,0 % — особи у віці 65 років та старші. Медіана віку мешканця становила 53,5 року. На 100 осіб жіночої статі у селищі припадало 92,0 чоловіків;  на 100 жінок у віці від 18 років та старших — 92,3 чоловіків також старших 18 років.
Середній дохід на одне домашнє господарство  становив 180 945 доларів США (медіана — 128 750), а середній дохід на одну сім'ю — 199 145 доларів (медіана — 144 643). За межею бідності перебувало 2,2 % осіб, у тому числі 7,2 % дітей у віці до 18 років та 1,4 % осіб у віці 65 років та старших.
Цивільне працевлаштоване населення становило 335 осіб. Основні галузі зайнятості: освіта, охорона здоров'я та соціальна допомога — 37,3 %, фінанси, страхування та нерухомість — 12,8 %, роздрібна торгівля — 11,6 %, виробництво — 10,4 %.